# John Refoua
John Refoua (Nova Iorque, 8 de dezembro de 1964 – 14 de maio de 2023) foi um editor de cinema estadunidense. Como reconhecimento, foi nomeado ao Oscar 2010 na categoria de Melhor Edição por Avatar.

## Morte
Refoua morreu no dia 14 de maio de 2023, aos 58 anos, vitimado por complicações de um câncer biliar.